# 依網男垂見
依網 男垂見（よさみ の おたるみ）は、『日本書紀』等に伝わる古代日本の人物。
『日本書紀』では「依網吾彦男垂見（よさみのあびこ おたるみ）」と表記される。「吾彦（あびこ）」は原始的なカバネ。『古事記』に記載はない。

## 出自

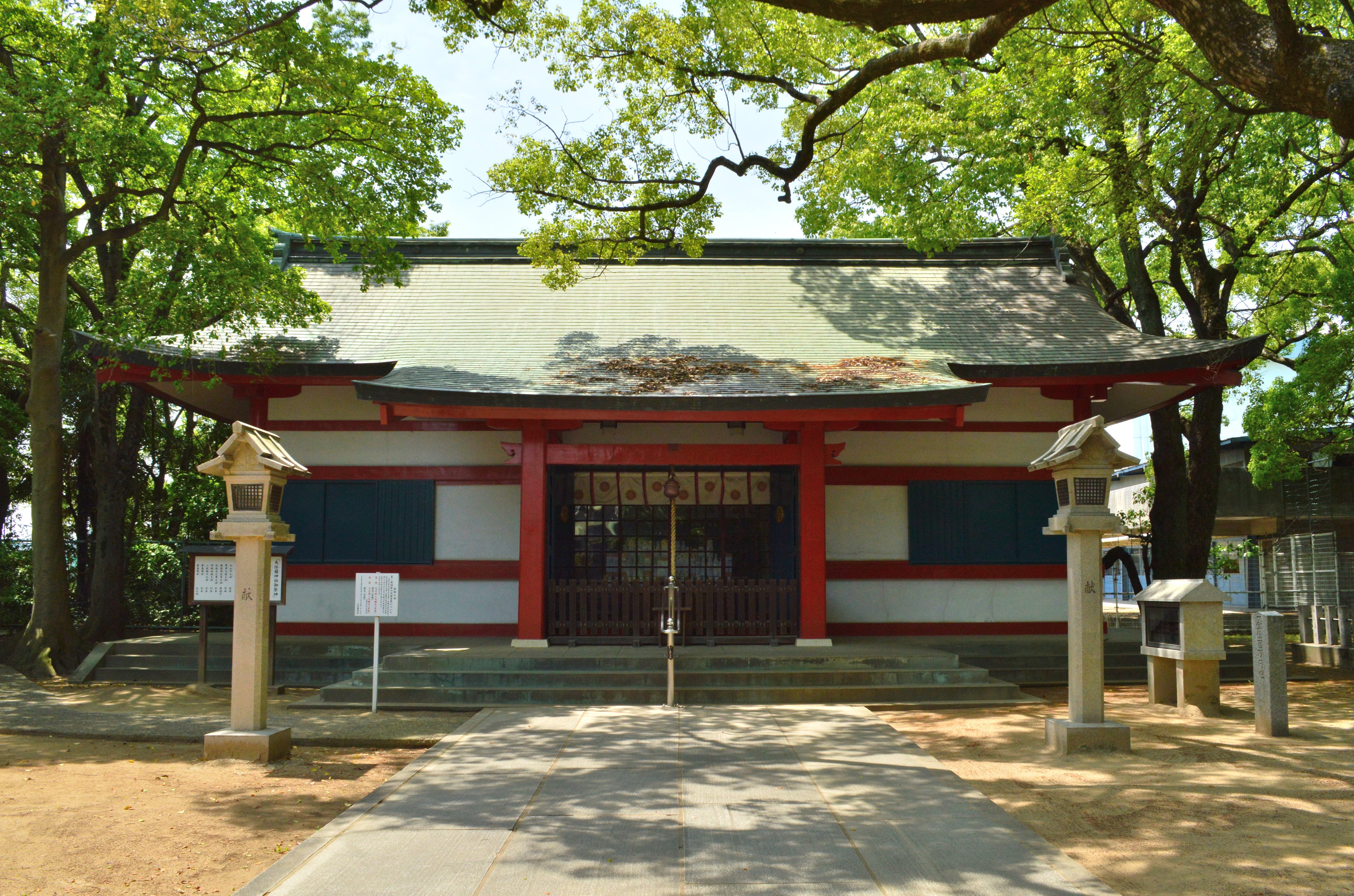
大依羅神社（大阪府大阪市住吉区）依羅氏の奉斎とされる

出自とする依羅氏（よさみうじ、依網氏）は、摂津国住吉郡大羅郷（おおよさみごう、現在の大阪府大阪市住吉区我孫子・庭井周辺）・河内国丹比郡依羅郷（よさみごう、現在の大阪府松原市天美地区周辺）付近を本拠とした古代氏族である。一帯では、依羅氏の奉斎とされる式内名神大社の大依羅神社（大阪府大阪市住吉区庭井）が現在も鎮座する。依網男垂見は、この依羅氏の祖先伝承上の人物と見る説がある。
依羅氏は初め「依羅我孫（依網吾彦）」姓を称したが、天平勝宝2年（750年）に「依羅宿禰」姓が賜姓された。元の「我孫（吾彦）」は5世紀頃の地方官的官職名に由来するとされる原始的なカバネで、阿毘古・阿弭古・吾孫とも表記される。このカバネを有することから、依羅氏を古い時期からヤマト王権と関係を持った氏族とする説もある。
この依羅氏に関して、『古事記』では開化天皇（第9代）皇子の建豊波豆羅和気王を「依網之阿毘古」の祖と記している。一方『新撰姓氏録』摂津国皇別では開化天皇皇子の彦坐命を依羅宿禰の祖とし、日下部宿禰と同族とする。また『新撰姓氏録』では、饒速日命を氏祖とする神別の依羅連・物部依羅連や、百済国人の素禰志夜麻美乃君を氏祖とする諸蕃の依羅連らの記載もある。

## 記録
『日本書紀』神功皇后摂政前紀仲哀天皇9年9月10日条によると、神功皇后が新羅に遠征する際に「和魂は王身に付き随って守り、荒魂は先鋒として軍船を導く」と神（ここでは住吉神）から教えを受けた。これを受けて依網吾彦男垂見は、皇后によって神を祀る神主に選ばれたという。
同様の伝承は『住吉大社神代記』（平安時代前期頃の成立か）でも記されている。『住吉大社神代記』所引の「船木等本記」では「大垂海」「小垂海」という人物名が見えるが、これらと依網男垂見との関連を推測する説もある。

## 伝承
神功皇后から命を受けた依網男垂見がどのような神まつりをしたのかは明らかでないが、福岡県福岡市の住吉神社に伝わる縁起では、この時に男垂見は同社を創祀したとしている。